# Bolesław Drobiński
Bolesław Drobiński (né le 23 octobre 1918 à Ostroh - mort le 26 juillet 1995 en Angleterre est un pilote chasse polonais, as, des forces armées polonaises de la Seconde Guerre mondiale, titulaire de 7 victoires homologuées.

## Biographie
Bolesław Drobiński est reçu bachelier à Doubno, en 1934 il effectue son premier vol en planeur et le  2 janvier 1938 il entre à l'école des cadets officiers de la force aérienne à Dęblin. Il ne participe pas à la campagne de Pologne. Après son évacuation en Roumanie il arrive en France, puis il gagne l'Angleterre. Le  11 septembre 1940 il est affecté au 65 RAF Squadron et le  2 mars 1941 il intègre la 303e escadrille de chasse polonaise. Il remporte sa première victoire aérienne le  18 juin 1941 sur un Bf 109. Trois jours plus tard, lors de l'opération Circus 17 Drobiński endommage sérieusement l'avion de l'as allemand Adolf Galland qui est obligé d'atterrir sur le ventre. Le  18 mars 1942 il devient instructeur à Grangemouth. Il revient dans son unité le  9 août 1942. Le  18 octobre 1943 il incorpore la 317e escadrille de chasse polonaise et le  3 avril 1944 il est muté au ministère de la défense. Le  26 septembre 1944 il prend le commandement de la 303e escadrille.
Drobiński est démobilisé en 1948. Il travaille dans l'industrie pétrolière aux États-Unis. Dans les années 1950 il s'installe au comté de Surrey en Angleterre, et en 1960 il est naturalisé britannique.
En 1943 Bolesław Drobiński épouse une sud-africaine avec laquelle il a deux fils et une fille.

## Decorations
- Ordre militaire de Virtuti Militari
- La croix de la Valeur Krzyż Walecznych - 3 fois
- Distinguished Flying Cross - britannique